# Westphalia (Texas)
Westphalia ist ein Ort im Bundesstaat Texas.

## Lage
Der Ort liegt südlich von Waco am State Highway 320.

## Geschichte

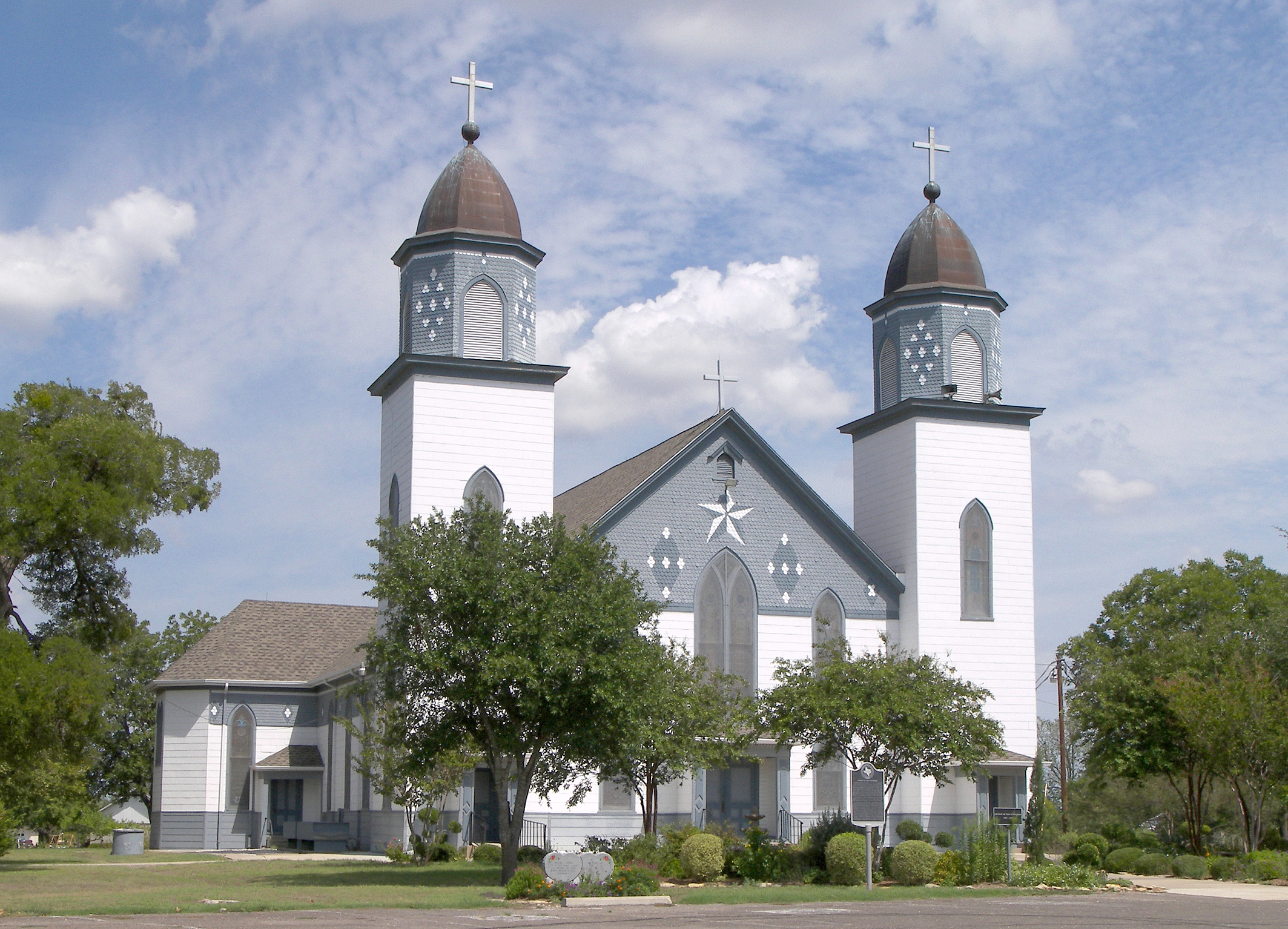
Church of the Visitation of the Blessed Virgin

1879 wurde der Ort von Theodore Rabroker gegründet. Dieser war 1866 aus Deutschland ausgewandert. Zunächst lebte er in Pennsylvania als Bergmann. Er und seine Familie siedelten ab 1879 an einem Ort in Texas, den sie Westphalia nannten. 1895 erhielt das Dorf eine Kirche. Ein Postamt war 1887 gegründet, aber schon 1895 wieder geschlossen worden. 2019 ist die Kirche abgebrannt.

## Einwohner
In dem kleinen Dorf Westphalia leben 175 Familien.